# Verwaltungsgemeinschaft Tröbsdorf
Die Verwaltungsgemeinschaft Tröbsdorf lag im Landkreis Weimarer Land in Thüringen. In ihr hatten sich zuletzt fünf Gemeinden zur Erledigung ihrer Verwaltungsgeschäfte zusammengeschlossen. Ihr Verwaltungssitz befand sich in Tröbsdorf.

## Die Gemeinden
- Daasdorf a. Berge
- Hopfgarten
- Niederzimmern
- Ottstedt a. Berge
- Tröbsdorf (bereits zum 1. Juli 1994 nach Weimar eingemeindet)
- Utzberg

## Geschichte
Die Verwaltungsgemeinschaft wurde am 1. Januar 1991 gegründet. Zum 1. Juli 1994 wurde Tröbsdorf nach Weimar eingemeindet. Zum 3. November 1994 wurde die Verwaltungsgemeinschaft mit der Verwaltungsgemeinschaft Isseroda zur Verwaltungsgemeinschaft Grammetal zusammengeschlossen.